# Taroda
Taroda – gmina w Hiszpanii, w prowincji Soria, w Kastylii i León, o powierzchni 36,91 km². W 2011 roku gmina liczyła 56 mieszkańców.